# 5 (альбом Alizée)
| Оценки критиков | Оценки критиков |
| Источник        | Оценка          |
| --------------- | --------------- |
| SACEM/SNEP      | +               |
| melty.fr        | +               |
| metro           | [ 4 ]           |
| Le Parisien     | +               |
| RTL             | [ 6 ]           |
| musicSheel (UK) | [ 7 ]           |

5 — пятый студийный альбом французской певицы Ализе, выпущенный 25 марта 2013 года на лейбле Sony Music.

## Об альбоме
5 был записан в 2011—2012 гг., заглавная песня (и первый сингл) с него получила название A cause de l'automne («Потому что осень»), сингл был выпущен 4 июля 2012 года, ровно через 12 лет после издания первого сингла Moi... Lolita (сначала стал доступен через iTunes). Обложка альбома и его название были представлены на Star Academy 3 января 2013 года.
Соавторами альбома были участники рок-групп BB Brunes и Luke, а также знаменитый рок-музыкант Гольдман, Жан-Жак. Также на новом альбоме было представлено новое лого певицы (выдержанное в печатных буквах и более строгом стиле, в отличие от раннего логотипа). Звучание альбома выдержано преимущественно в стиле «эпохи шестидесятых», но также содержит сильные меланхоличные эпизоды, характерные для готики.

## Отзывы
Альбом получил целый ряд позитивных отзывов, в частности, приветствовалось наличие оркестра, наличие классической музыки. По словам критиков, привестствуется что певица, начинающая карьеру с песни "Я-Лолита", по мере взросления перешла к продуманной и качественной музыке, как зрелая женщина.

## Список композиций
| №                   | Название                | Автор(ы)                            | Продюсер(ы)               | Длительность |
| ------------------- | ----------------------- | ----------------------------------- | ------------------------- | ------------ |
| 1.                  | «À cause de l'automne»  | Pete Russell, Thomas Boulard        | Alexandre Azaria          | 3:55         |
| 2.                  | «10 ans»                | Thomas Boulard                      | Boulard, Alexandre Azaria | 3:01         |
| 3.                  | «Je veux bien»          | Christian Vié, Fred Candeille       | Clerc, Azaria             | 3:39         |
| 4.                  | «Mon chevalier»         | Thomas Boulard                      | Boulard, Azaria           | 3:04         |
| 5.                  | «Le dernier souffle»    | Séverin                             | Séverin, Azaria           | 2:51         |
| 6.                  | «Boxing club»           | Adrien Gallo                        | Gallo, Azaria             | 2:54         |
| 7.                  | «Jeune fille»           | Thomas Boulard                      | Boulard, Alexandre Azaria | 2:34         |
| 8.                  | «La guerre en dentelle» | Antoine Barrailler & Frédéric Large | Azaria                    | 4:26         |
| 9.                  | «Si tu es un homme»     | Olivier Volovitch                   | Azaria                    | 4:34         |
| 10.                 | «Happy End»             | Thomas Boulard, Franck Fossey       | Azaria                    | 3:36         |
| 11.                 | «Dans mon sac»          | Thomas Boulard                      | Azaria                    | 2:38         |
| Общая длительность: | Общая длительность:     | Общая длительность:                 | Общая длительность:       | 37:14        |

## Чарты
| Чарт (2013)                     | Место |
| ------------------------------- | ----- |
| Belgian Albums Chart (Flanders) | 169   |
| Belgian Albums Chart (Wallonia) | 41    |
| French Albums Chart             | 25    |